# Tino Kadewere
Philana Tinotenda Kadewere (ur. 5 stycznia 1996 w Harare) – zimbabwejski piłkarz, reprezentant kraju, grający na pozycji napastnika. Obecnie zawodnik w greckim klubie Aris FC.

## Kariera klubowa
Kadewere rozpoczął swoją przygodę z futbolem w drużynie licealnej w Prince Edward School. Od 2014 był piłkarzem Harare City. W pierwszej połowie swojego debiutanckiego sezonu strzelił siedem goli w Zimbabwe Premier Soccer League.
Latem 2015 roku Kadewere poszedł na testy w szwedzkim klubie pierwszoligowym Djurgårdens IF oraz francuskim drugoligowcu Sochaux. Po odbyciu testów zdecydował się dołączyć do Djurgårdens IF w sierpniu 2015 na zasadzie wypożyczenia. Ostatecznie po zakończeniu wypożyczenia podpisał z zespołem czteroletni kontrakt. Harare City zarobiło na Kadewere łącznie 150 tysięcy euro.
Zadebiutował w Allsvenskan 29 sierpnia 2015. Swojego pierwszego ligowego gola dla klubu strzelił 25 lipca 2016 w przegranym 1:3 starciu ligowym z GIF Sundsvall. 27 maja 2018 roku strzelił cztery gole w meczu ligowym przeciwko IK Sirius, co czyni go pierwszym zawodnikiem Djurgården od 1978, który strzelił cztery gole w jednym meczu ligowym. Jako piłkarz Djurgården zdobył wraz z zespołem Puchar Szwecji w sezonie 2017/18.
W lipcu 2018 Kadewere dołączył za 2,5 miliona dolarów do francuskiej drużyny Ligue 2 Le Havre, podpisując czteroletni kontrakt. 22 stycznia 2020 Kadewere podpisał kontrakt z klubem Ligue 1 Olympique Lyon. Według umowy pozostał na wypożyczeniu w Le Havre do końca sezonu 2019/20. Sezon 2019/20 na poziomie Ligue 2 zakończył jako król strzelców rozgrywek z 20 bramkami.
29 sierpnia 2022 został wypożyczony do hiszpańskiej RCD Mallorca, z której powrócił po sezonie do Olympique Lyon.
| Sezon   | Klub           | Kraj      | Rozgrywki               | Mecze | Bramki |
| ------- | -------------- | --------- | ----------------------- | ----- | ------ |
| 2015    | Harare City    | Zimbabwe  | Zimbabwe Premier League | 15    | 7      |
| 2015    | Djurgårdens IF | Szwecja   | Allsvenskan             | 5     | 0      |
| 2016    | Djurgårdens IF | Szwecja   | Allsvenskan             | 21    | 3      |
| 2017    | Djurgårdens IF | Szwecja   | Allsvenskan             | 10    | 2      |
| 2018    | Djurgårdens IF | Szwecja   | Allsvenskan             | 12    | 8      |
| 2018/19 | Le Havre       | Francja   | Ligue 2                 | 23    | 5      |
| 2019/20 | Le Havre       | Francja   | Ligue 2                 | 24    | 20     |
| 2020/21 | Olympique Lyon | Francja   | Ligue 1                 | 33    | 10     |
| 2021/22 | Olympique Lyon | Francja   | Ligue 1                 | 15    | 1      |
| 2022/23 | RCD Mallorca   | Hiszpania | Primera División        | 15    | 1      |
| 2023/24 | Olympique Lyon | Francja   | Ligue 1                 |       |        |

## Kariera reprezentacyjna
Kadewere reprezentował Zimbabwe na poziomie młodzieżowym w reprezentacjach do lat 17, 20 i 23.
21 czerwca 2015 zadebiutował w reprezentacji w wygranym 2:0 meczu przeciwko reprezentacji Komorów. Pierwsze bramki dla reprezentacji strzelił podczas Pucharu COSAFA, w meczu z Zambią. Turniej ten zakończył się triumfem Zimbabwe.
Kadewere został powołany do kadry na Puchar Narodów Afryki 2017. Podczas turnieju nie zagrał w żadnym spotkaniu. Dwa lata później został powołany na Puchar Narodów Afryki 2019, podczas którego zagrał w spotkaniu grupowym z Demokratyczną Republiką Konga.
Został powołany także na Puchar Narodów Afryki 2021, podczas którego zagrał w trzech spotkaniach grupowych z Senegalem, Malawi oraz Gwineą. Kadewere do tej pory w kadrze zagrał w 21 spotkaniach, w których strzelił 3 bramki.
| Mecze i gole w reprezentacji | Mecze i gole w reprezentacji | Mecze i gole w reprezentacji | Mecze i gole w reprezentacji  | Mecze i gole w reprezentacji | Mecze i gole w reprezentacji | Mecze i gole w reprezentacji |
| #                            | Data                         | Miasto                       | Przeciwnik                    | Gol                          | Wynik                        | Rozgrywki                    |
| ---------------------------- | ---------------------------- | ---------------------------- | ----------------------------- | ---------------------------- | ---------------------------- | ---------------------------- |
| 1.                           | 21.06.2015                   | Harare                       | Komory                        |                              | 2:0                          | el. MNA 2016                 |
| 2.                           | 04.07.2015                   | Moroni                       | Komory                        |                              | 0:0                          | el. MNA 2016                 |
| 3.                           | 13.11.2016                   | Harare                       | Tanzania                      |                              | 3:0                          | towarzyski                   |
| 4.                           | 08.11.2017                   | Maseru                       | Lesotho                       |                              | 0:1                          | towarzyski                   |
| 5.                           | 21.03.2018                   | Ndola                        | Zambia                        |                              | 2:2                          | towarzyski                   |
| 6.                           | 24.03.2018                   | Ndola                        | Angola                        |                              | 2:2                          | towarzyski                   |
| 7.                           | 03.06.2018                   | Polokwane                    | Botswana                      |                              | 1:1                          | Puchar COSAFA                |
| 8.                           | 06.06.2018                   | Polokwane                    | Lesotho                       |                              | 0:0                          | Puchar COSAFA                |
| 9.                           | 09.06.2018                   | Polokwane                    | Zambia                        | Gol · Gol                    | 4:2                          | Puchar COSAFA                |
| 10.                          | 18.11.2018                   | Monrovia                     | Liban                         |                              | 0:1                          | el. PNA 2019                 |
| 11.                          | 24.03.2019                   | Harare                       | Kongo                         |                              | 2:0                          | el. PNA 2019                 |
| 12.                          | 01.06.2019                   | KwaMashu                     | Komory                        |                              | 2:0                          | Puchar COSAFA                |
| 13.                          | 05.06.2019                   | Durban                       | Zambia                        |                              | 0:0                          | Puchar COSAFA                |
| 14.                          | 09.06.2019                   | Asaba                        | Nigeria                       |                              | 0:0                          | towarzyski                   |
| 15.                          | 30.06.2019                   | Kair                         | Demokratyczna Republika Konga |                              | 0:4                          | PNA 2019                     |
| 16.                          | 12.11.2020                   | Algier                       | Algieria                      | Gol                          | 1:3                          | el. PNA 2021                 |
| 17.                          | 16.11.2020                   | Harare                       | Algieria                      |                              | 2:2                          | el. PNA 2021                 |
| 18.                          | 03.09.2021                   | Harare                       | Południowa Afryka             |                              | 0:0                          | towarzyski                   |
| 19.                          | 10.01.2022                   | Bafoussam                    | Senegal                       |                              | 0:1                          | PNA 2021                     |
| 20.                          | 14.01.2022                   | Bafoussam                    | Malawi                        |                              | 1:2                          | PNA 2021                     |
| 21.                          | 18.01.2022                   | Jaunde                       | Gwinea                        |                              | 2:1                          | PNA 2021                     |

## Sukcesy

### Klubowe
Djurgårdens IF
- Puchar Szwecji (1): 2017/18

Le Havre
- Król strzelców Ligue 2 (1): 2019/20

### Reprezentacyjne
- Puchar COSAFA (1): 2018